# Paishitou
Paishitou (kinesiska: 拍石头, 拍石头乡) är en socken i Kina. Den ligger i provinsen Henan, i den centrala delen av landet, omkring 93 kilometer norr om provinshuvudstaden Zhengzhou. Antalet invånare är 6 320. Befolkningen består av 3 236 kvinnor och 3 084 män. Barn under 15 år utgör 12,0 %, vuxna 15-64 år 72 %, och äldre över 65 år 15,0 %.
Genomsnittlig årsnederbörd är 681 millimeter. Den regnigaste månaden är juli, med i genomsnitt 205 mm nederbörd, och den torraste är januari, med 3 mm nederbörd.